# Rhynchozoon discus
Rhynchozoon discus is een mosdiertjessoort uit de familie van de Phidoloporidae. De wetenschappelijke naam van de soort is voor het eerst geldig gepubliceerd in 1888 door Kirkpatrick.